# (3563) Canterbury
(3563) Canterbury es un asteroide perteneciente al cinturón de asteroides, descubierto el 23 de marzo de 1985 por Alan C. Gilmore y la también astrónoma Pamela M. Kilmartin desde el Observatorio Universitario del Monte John, Isla Sur, Nueva Zelanda.

## Designación y nombre
Designado provisionalmente como 1985 FE. Fue nombrado Canterbury en homenaje a la ciudad neozelandesa de Canterbury y a la Universidad de Canterbury.